# SN 2007pd
SN 2007pd – supernowa typu Ia odkryta 20 października 2007 roku w galaktyce A231154-0034. W momencie odkrycia miała maksymalną jasność 22,10m.